# Bartolomeu (apostol)

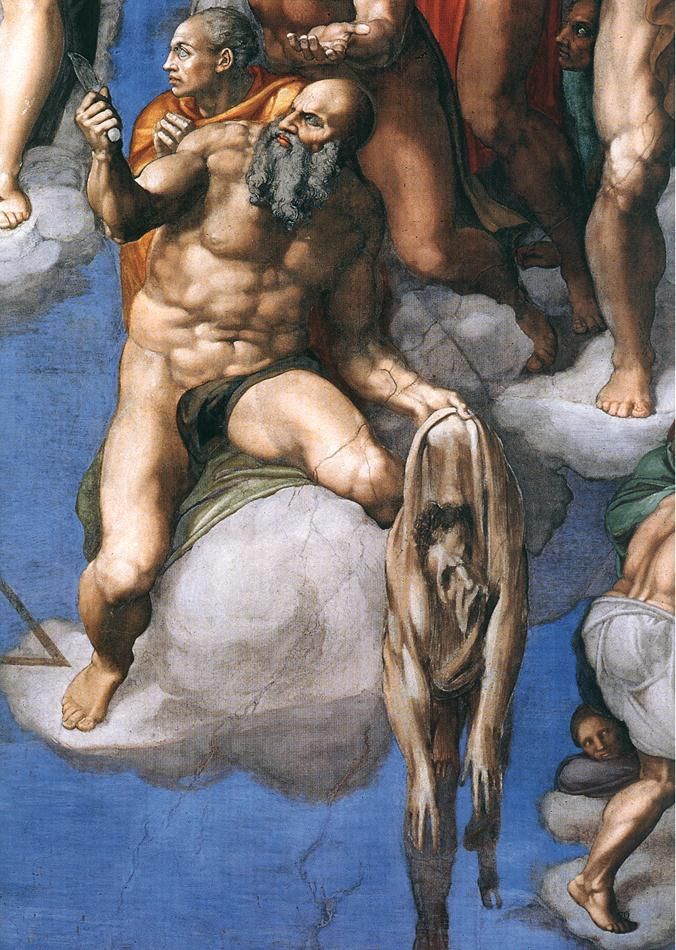
Apostolul Bartolomeu ținând în mână propria sa piele cu autoportretul lui Michelangelo (Capela Sixtină, fresca "Judecata de Apoi")

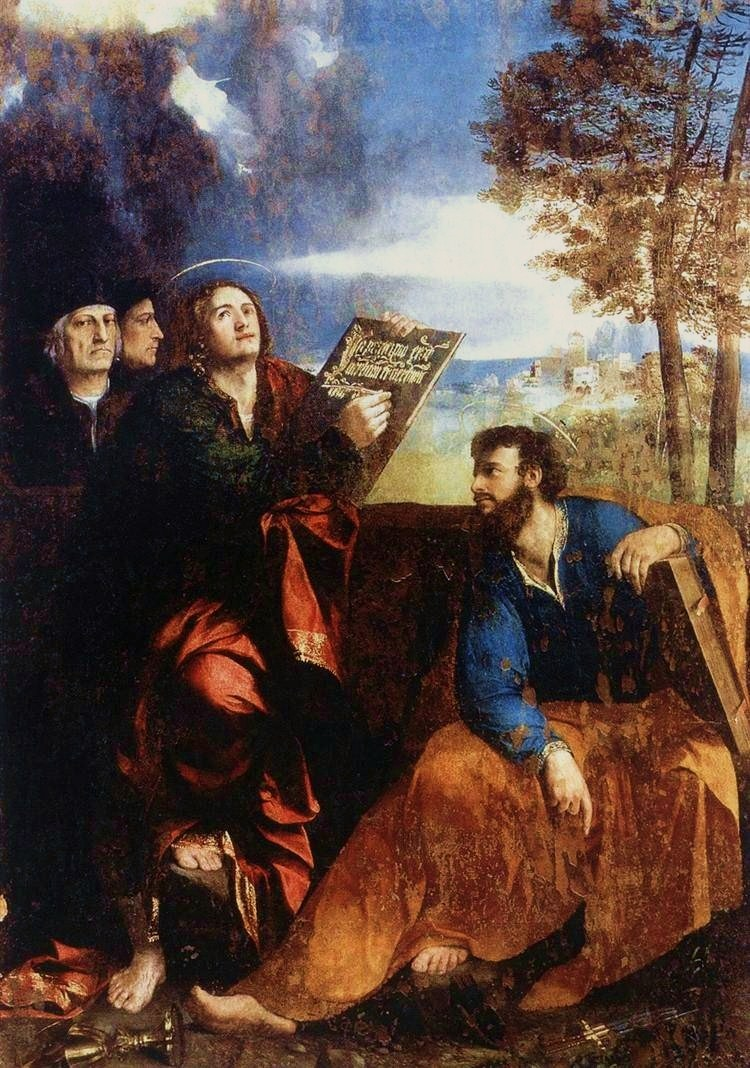
Apostolul Bartolomeu-Natanael (dreapta) împreună cu Apostolul Ioan, pictură de Dosso Dossi

Apostolul Bartolomeu (n. secolul I î.Hr., Cana⁠(d), Iudeea⁠(d) – d. secolul I d.Hr., Albanopolis⁠(d), Albania Caucaziană) este considerat unul din cei 12 apostoli ai lui Isus din Nazaret, identificat cu Natanael menționat în primul capitolul al Evangheliei după Ioan. Semnificația numelui „Bartolomeu” este „fiul lui Talmai” sau „Tholmai”.

## Biografie legendară
Una din legende afirmă că el ar fi fost mirele de la „Nunta din Cana Galileii” și că ar fi întreprins apoi lungi călătorii de răspândire a noii credințe creștine prin Cilicia, Armenia, Mesopotamia și India. La curtea regelui Polimius din Armenia ar fi săvârșit minuni și tot acolo ar fi fost omorât în mod crud (i s-ar fi tras pielea de pe corpul viu). 
Rămășițele sale pământești ar fi ajuns în Arabia, apoi în Mesopotamia, pe insula Lipari (Italia), la Benevento (oraș în Campania, la cca. 50 km nord-est de Napoli) și în sfârșit (în anul 983) la Roma (la intervenția împăratului Otto I), unde se odihnesc și în prezent în bazilica „Sf. Bartolomeu” de pe „Isola Tiberiana”. 
În anul 1238 un fragment de craniu a fost dus la Frankfurt pe Main (Germania) și depus în relicvariul domului ce-i poartă numele („Sf. Bartolomeu”).